# Sudan Airways
Sudan Airways (tiếng Ả Rập: الخطوط الجوية السودانية, mã IATA = SD, mã ICAO = SUD) là hãng hàng không quốc gia của Sudan, trụ sở ở Khartoum. Hãng có căn cứ ở Sân bay quốc tế Khartoum và là hội viên của Tổ chức các hãng hàng không Ả rập.

## Lịch sử
Sudan Airways được Công ty Sudan Railways thành lập năm 1947 để vận chuyển tới các nơi trong nước không có tuyến đường sắt. Đội máy bay ban đầu gồm 4 máy bay Doves. Năm 1952, hãng có máy bay DC-3 đầu tiên và tăng dần lên 7 chiếc. Các máy bay này được sử dụng cho tuyến bay tới Aden, Asmara, Beirut, Cairo và Jeddah. Năm 1959, hãng có thêm máy bay Vickers Viscount và các bắt đầu các chuyến bay tới châu Âu. Cũng năm này, hãng gia nhập IATA. Năm 1962, Sudan Airways nhận 2 máy bay phản lực De Havilland Comet (DH106-4C, ký số ST-AAW và ST-AAX) để thay thế các máy bay Vickers Viscounts. Năm 1967, hãng thay thế các máy bay DC-3s bằng Fokker F27. Sau đó hãng hiện đại hóa bằng các máy bay Boeing 707, Boeing 737, Airbus A310,Airbus A300, Fokker 50 và mới đây 3 Airbus A320.
Nhân kỷ niệm thành lập hãng 20 năm (1947-1967), chính phủ Sudan đã phát hành bốn con tem bưu điện nhiều màu vào tháng 12/1968. Các tem thư này in hình các máy bay DC-3 (15 mm), Comet-4C (55 mm), Dove (2Pt), và Fokker Friendship (3Pt), tất cả đều đang bay.
Sudan tiếp tục bị cuộc nội chiến nên hoạt động của hãng bị hạn chế. Hơn nữa, còn bị LHQ cấm vận nên hãng phải cắt các chuyến bay tới châu Âu và bán 2 máy bay Fokker F50.
Hãng cũng sử dụng máy bay Ilyushin IL-18 của hãng Air Cess.
Năm 2007, chính phủ Sudan tư nhân hóa hãng này, chỉ giữ lại 30% cổ phần. Hãng đã thuê 1 đội chuyên gia cố vấn và sẽ tăng đội máy bay lên 12 chiếc vào cuối năm 2008 và hy vọng sẽ có nhiều máy bay hơn vào năm 2009. Hãng đã mmở thêm các tuyến đường tới Nigeria, Kuwait, Bahrain và Eritrea. Ngoài ra hãng hy vọng sẽ phục hồi tuyến Nairobi và Entebbe. Các nhà đầu tư cũng đang đầu tư thêm các máy móc thiết bị hiện đại dành cho việc đặt chỗ, check-in, mua vé điện tử vv...
Ngày 21.6.2008 Cơ quan quản lý hàng không dân dụng Sudan (CAA) đã buộc hãng phải ngưng hoạt động trong 1 tháng vì vi phạm các nguyên tắc quản lý hàng không, nhưng không liên quan tới vấn đề an toàn, hoặc liên quan tới Chuyến bay 109 bị rớt ngày 10.6.2008.

## Các nơi đến
(Tháng 1/2008):
- Sudan
  - Al Fashir
  - Dongola
  - El Obeid
  - Juba
  - Khartoum
  - Malakal
  - Nyala
  - Port Sudan
  - Wadi Halfa
- Ai Cập
  - (Cairo) Sân bay quốc tế Cairo
- Ethiopia
  - (Addis Ababa) Sân bay quốc tế Bole
- Jordan
  - (Amman) Sân bay quốc tế Hoàng hậu Alia
- Kenya
  - (Nairobi) Sân bay quốc tế Jomo Kenyatta
- Libya
  - (Tripoli) Sân bay quốc tế Tripoli
- Qatar
  - (Doha) Sân bay quốc tế Doha
- Ả Rập Xê Út
  - (Jeddah) Sân bay quốc tế King Abdulaziz
  - (Riyadh) Sân bay quốc tế King Khalid
- Syria
  - (Damas) Sân bay quốc tế Damas
- Các Tiểu vương quốc Ả rập Thống nhất
  - (Abu Dhabi) Sân bay quốc tế Abu Dhabi
  - (Dubai) Sân bay quốc tế Dubai

## Đội máy bay
(Ngày 11.6.2008):

## Tai nạn
Hãng bị các tai nạn nghiêm trọng sau đây:
- Ngày 6.12.1971, máy bay Fokker F27 ST-AAY bị không tặc buộc đáp xuống Tikaka, 10 người tử thương
- Ngày 16.8.1986, máy bay Fokker F27 ST-ADY bị quân du kích bắn hạ ở Malakal, 60 tử thương
- Ngày 8.6.2003, máy bay Boeing 737-200 ST-AFK bị rớt ở Port Sudan, 116 tử thương, một sống sót, xem Sudan Airways Flight 39
- Ngày 30.3.2007 máy bay Airbus A300-600 bay từ Tripoli (Libya) về Khartoum bị không tặc buộc bay sang Nam Phi, nhưng được phép đáp xuống Khartoum để đổ thêm nhiên liệu, sau đó tên không tặc bị bắt (không ai bị thương tích). Lưu trữ ngày 31 tháng 10 năm 2007 tại Wayback Machine
- Ngày 10.6.2008, máy bay Airbus A310 (chuyến bay 109) bị bốc cháy khi đáp xuống Sân bay Khartoum, ít nhất 29 người chết và 14 mất tích[3][4]